# Kristian Valen
Kristian Valen (født 13. oktober 1974 i Stavanger) er en norsk komiker og artist kendt fra flere Tv-serier og sceneoptrædener.
Han er søn af den tidligere fodboldspiller Inge Valen (Viking). Kristian Valen var selv en talentfuld fodboldspiller, og er blevet kaldt en "kunstner på banen" af Vikings tidligere træner Benny Lennartsson[kilde mangler]. Han opgav imidlertid med fodbolden i 16-årsalderen. Kristian Valen var også med i Rogaland Teaters børneteater. Han sluttede i videregående skole, da han var 17 år gammel og begyndte som programleder i Duen radio, derefter Siddis radio og senere på 1990'erne; Jærradioen. Det var som programleder på radio flere personligheder kom frem, blandt andet Sibbe fra Sandnes. Flere af sketchene på radio blev udgivet på CD, og Valen udgav i alt fire album under navnet Sibbe fra Sandnes i 1990'erne.
Valen opsatte derefter sceneforestillingen Fartøy Valen, 3 på tiltak og Et musikalsk kaos. Takk for frammøtet. I 2003 debuterede han med sin første TV-serie Valen TV på TVNorge. Derefter lavede han serierne Valen & de og Valens frokost-TV på samme kanal. I foråret 2012 startede Valens nye TV-serie på NRK, Valens Rikskringkasting. Han blev kåret som "årets morsomste" under Komiprisen 2012 for denne serie.
I efteråret 2014 startede Valens nye Tv-serie igen på TVNorge, Kanal Valen.
I 2017 deltog Valen i det Norske Melodi Grand Prix med sangen "You & I". Han gik ikke videre til finalen.

## Diskografi
- Sibbe fra Sandnes (Sibbe, 1996)
- Laila (Sibbe, 1996)
- Countri (Sibbe, 1997)
- En herlig suppe (Sibbe, 1999)
- Best of Sibbe fra Sandnes (Sibbe, 2009)

- Listen When Alone (2004)
- Blessed by a woman (2011)

## Filmografi / Tv-programmer
- 2003: Valen TV
- 2006: Valen & de etter fjøstid
- 2009: Valens frokost-TV
- 2012: Valens Rikskringkasting
- 2014: Kanal Valen